# Raku (Kalikot)
Raku (nep. रकु) – gaun wikas samiti w zachodniej części Nepalu w strefie Karnali w dystrykcie Kalikot. Według nepalskiego spisu powszechnego z 2011 roku liczył on 741 gospodarstw domowych i 4464 mieszkańców (2226 kobiet i 2238 mężczyzn).